# بهمن سروشی
بهمن سروشی (زاده ۱۳۲۲ یزد) کارشناس نفتی و مدیر اجرایی ایرانی است، که هم‌اکنون به‌عنوان مدیرعامل شرکت حفاری گلوبال پتروتک کیش و عضو هیئت مدیره شرکت مهندسی و ساختمان صنایع نفت فعالیت می‌کند. وی دانش‌آموخته کارشناسی مهندسی نفت از دانشگاه صنعت نفت و کارشناسی ارشد مدیریت صنعتی از دانشگاه تهران می‌باشد و فعالیت در صنعت نفت را از سال ۱۳۵۵ در شرکت ملی نفت ایران آغاز کرد. سروشی در فاصله سال‌های ۱۳۵۹ تا ۱۳۶۰ به‌عنوان مدیر مناطق نفت‌خیز (بزرگترین تولید کننده نفت کشور) فعالیت می‌کرد. وی از سال ۱۳۶۰ تا ۱۳۶۴ مدیر عملیات مناطق نفتخیز بود و در فاصله سال‌های ۱۳۶۴ تا ۱۳۸۰ نیز مدیریت برنامه‌ریزی تلفیقی شرکت ملی مناطق نفت‌خیز جنوب و عضویت هیئت مدیره این شرکت را برعهده داشت. بهمن سروشی از سال ۱۳۸۰ تا ۱۳۸۳ مدیر برنامه‌ریزی تلفیقی شرکت ملی نفت ایران بود و در فاصله سال‌های ۱۳۸۳ تا ۱۳۸۹ بعنوان مدیر تولید شرکت ملی نفت ایران فعالیت می‌کرد، همچنین از ۱۳۸۰ تا ۱۳۸۹ نیز عضویت هیئت مدیره شرکت ملی نفت ایران را برعهده داشت.